# 向洋駅

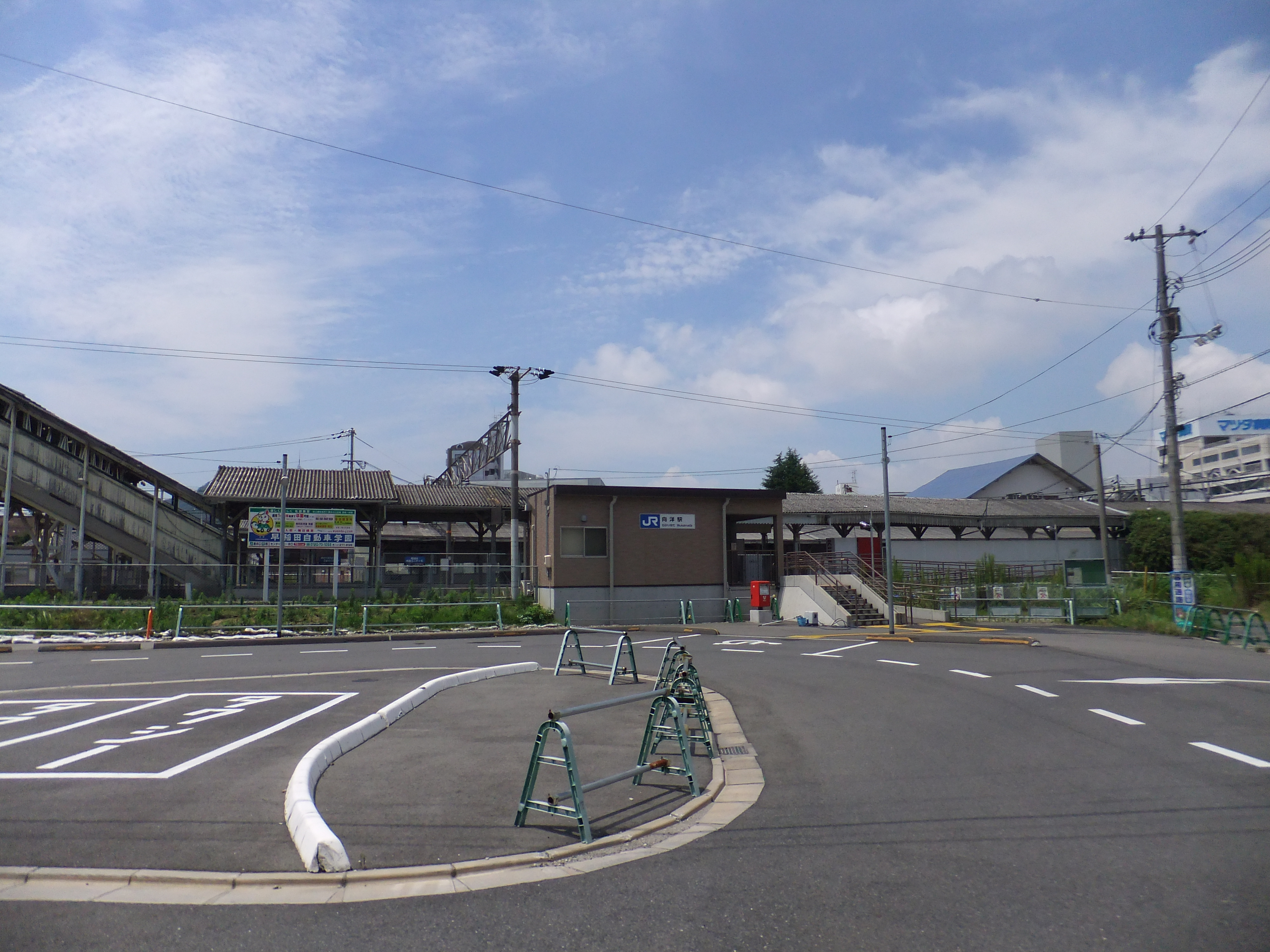
北口（2014年8月）

向洋駅（むかいなだえき）は、広島県安芸郡府中町青崎南にある、西日本旅客鉄道（JR西日本）山陽本線の駅。
線路名称上では山陽本線単独駅であるが、運転系統上呉線の列車も乗り入れる。駅番号は山陽本線がJR-G03、呉線がJR-Y03。

## 概要
JR西日本中国交通サービスによる業務委託駅である。当駅は広島市ではなく府中町に位置するが、府中町自体が広島市に囲まれているために、JRの旅客営業規則では特定都区市内の広島市内に含まれている。また、ICOCA利用可能駅（相互利用可能ICカードはICOCAの項を参照）である。
駅名の「向洋」は広島市南区の向洋地区に由来し、向洋地区は当駅の南に1kmほど離れている。マツダ本社の最寄り駅であることから、平日の朝夕ラッシュ時はマツダ社員等の人々で大変混雑する駅でもある。駅周辺の踏切は朝夕に「開かずの踏切」となる状況が続いている。

## 歴史

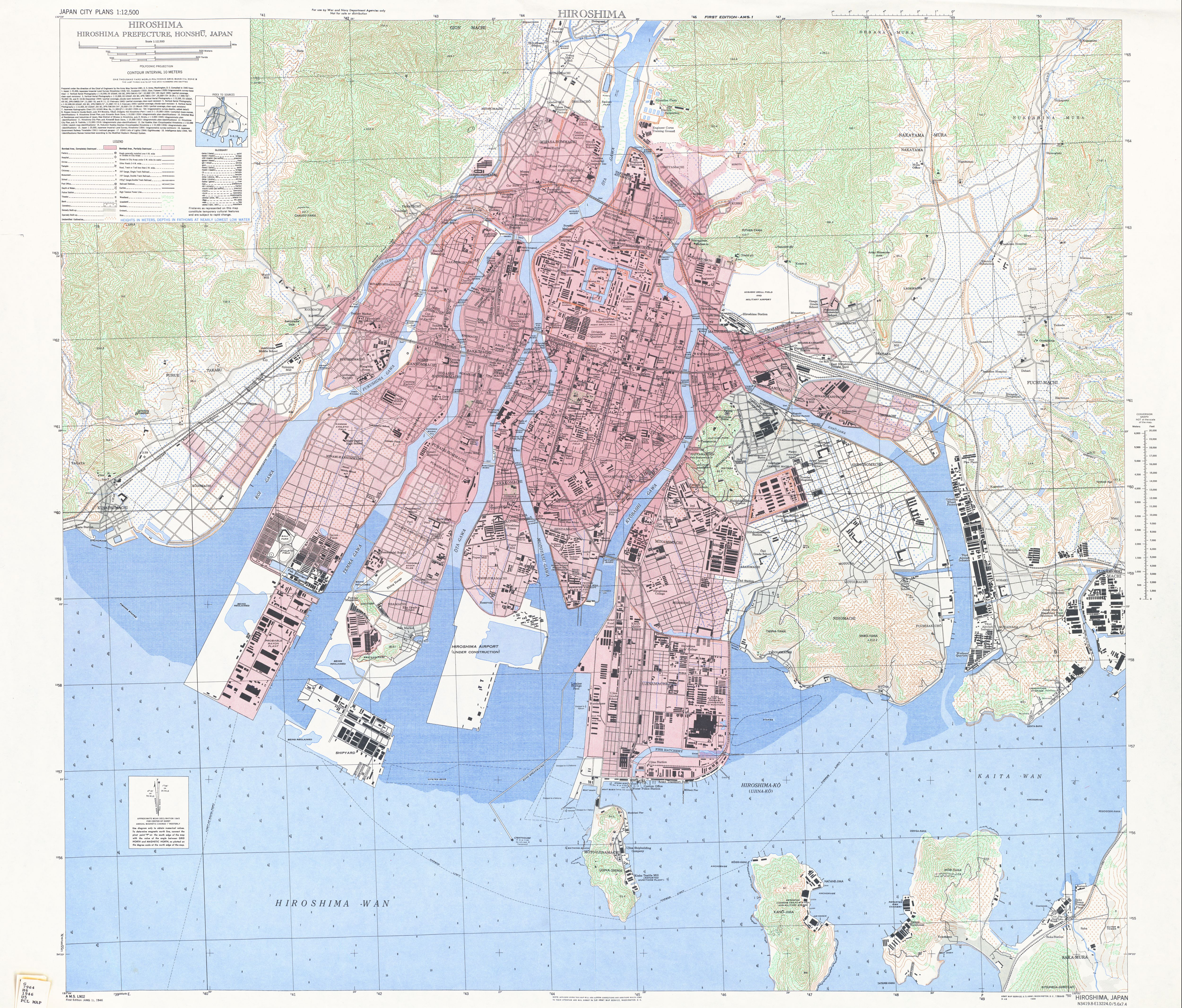
1945年米軍作成の広島市地図。"Mukainada Station"表記。

- 1920年（大正9年）8月1日：鉄道省山陽本線の海田市駅 - 広島駅間に新設開業[1]。旅客・貨物の取扱を開始[1]。
- 1962年（昭和37年）9月1日：貨物の取り扱いを廃止[1]。
- 1973年（昭和48年）5月1日：国鉄（→JR）の特定都区市内制度における「広島市内」の駅となる[2][注釈 1]。
- 1980年（昭和55年）10月1日：ダイヤ改正により、呉線の快速列車の停車駅となる。
- 1985年（昭和60年）3月14日：荷物扱い廃止[1]。
- 1987年（昭和62年）
  - 2月1日：みどりの窓口営業開始[3]。
  - 4月1日：国鉄分割民営化により、西日本旅客鉄道（JR西日本）の駅となる[1]。
- 1996年（平成8年）3月16日：ダイヤ改正により、呉線の快速列車が11年ぶりに復活するも、当駅は通過駅となる。
- 2007年（平成19年）
  - 4月26日：自動改札機導入。
  - 9月1日：ICカード「ICOCA」の利用が可能となる。
  - 10月1日：みどりの窓口の営業時間を平日と土休日で別とし、営業終了時間を繰上げ。
- 2011年（平成23年）3月26日：駅北口に北口改札を開設[4][5]。
- （時期不明）：ジェイアール西日本広島メンテックの呉営業所が呉駅から当駅へ移転し、西条・呉営業所となる[注釈 2][8]。
- 2020年（令和2年）
  - 6月18日：向洋駅周辺の鉄道高架化工事に係る協定を広島県、広島市、JR西日本の三者で締結[9]。協定期間は2020年6月から2031年3月まで[9]。
  - 8月1日：JR西日本広島メンテックの組織再編により、当駅所在の西条・呉営業所が広島東事業所となる
  - 12月1日：山陽本線と呉線を高架化する広島市東部地区連続立体交差事業（連立事業）の第1期区間工事開始。
- 2021年（令和3年）
  - 2月28日：みどりの窓口営業終了[要出典]。
  - 3月1日：みどりの券売機プラス稼働開始[要出典]。
- 2022年（令和4年）3月27日：北口仮駅舎の営業開始[10]。
- 2023年（令和5年）4月17日：高架化工事に伴い、呉・西条・福山方面を仮線に切り替え[11]。
- 2024年（令和6年）3月31日：仮駅舎完成。
- 時期不明：高架化工事に伴い、広島・岩国方面を仮線に切り替え。(予定)
- 2025年（令和7年）6月18日：広島県建設委員会で、高架切り替えを2033年春に延期すると公表[12]。
- 2033年（令和15年）春：高架化完成予定[12][注釈 3]。

## 駅構造
相対式2面4線の地上駅で、ホームは外側2線（旅客線）のみにある。ホームのない内側2線（2・3番線）は貨物線であり、上り貨物が3番線、下り貨物が2番線を通過する。分岐器や絶対信号機を持たないため、停留所に分類される。
駅舎および改札口は、開業から長らく南側の広島方面行きホームにしかなく、北側の三原方面行きホームには跨線橋で連絡する構造となっていたが、2011年に北側にも小規模な駅舎と改札口が開設された。
なお、広島市東部地区連続立体交差事業が予定されており、実施の際には内側線にもホームを設けた島式2面4線の構造とした上で、当駅の天神川駅寄りに渡り線を設け、内側2線を山陽本線（旅客・貨物兼用）、外側2線を呉線に変更する計画となっている。

### のりば
| のりば | 路線                   | 方向 | 行先           |
| ------ | ---------------------- | ---- | -------------- |
| 1      | 山陽本線 （ 呉線含む） | 下り | 広島・岩国方面 |
| 4      | 山陽本線               | 上り | 西条・三原方面 |
| 4      | 呉線                   | 上り | 呉・広方面     |

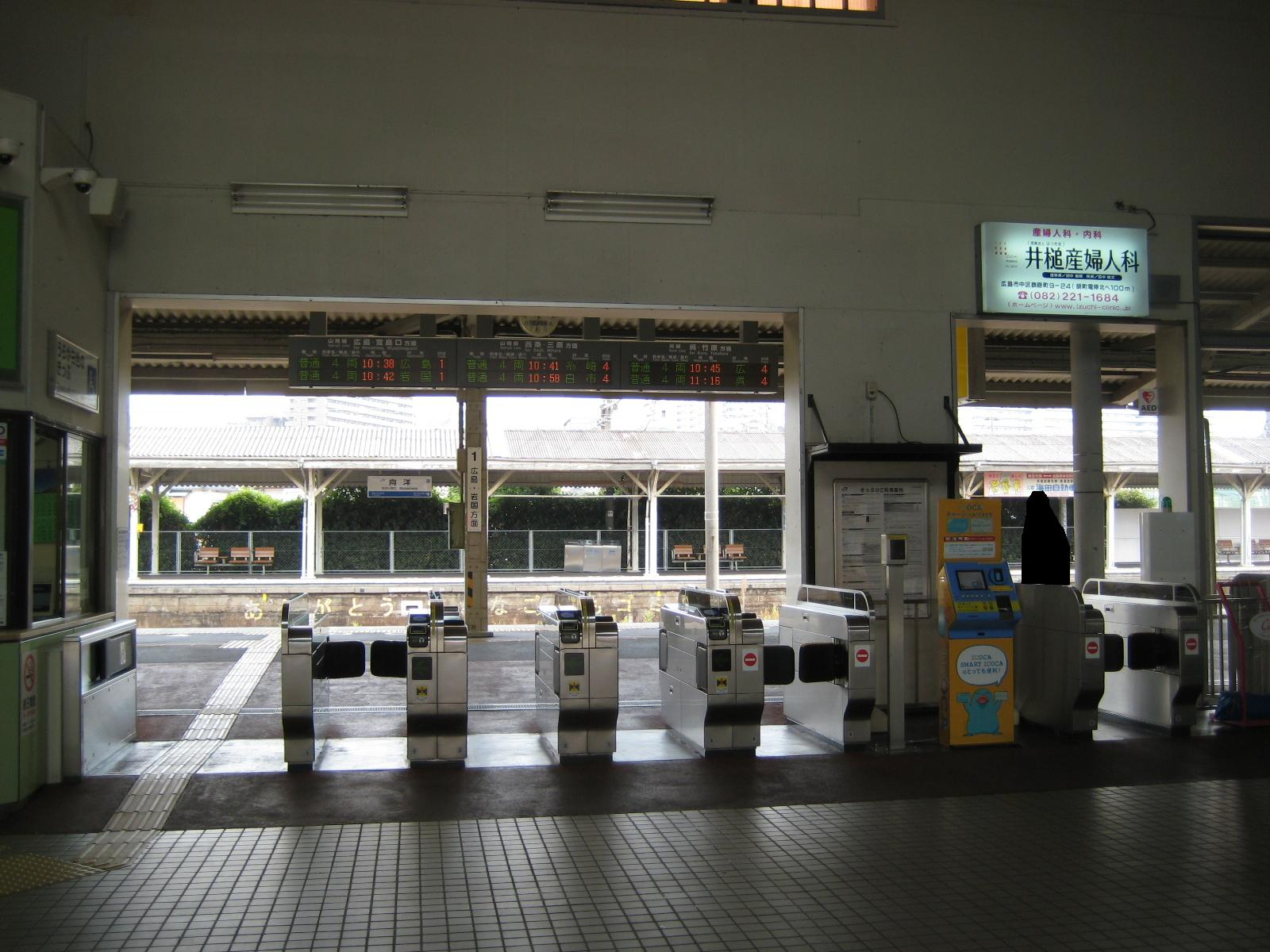
改札口（2011年10月）
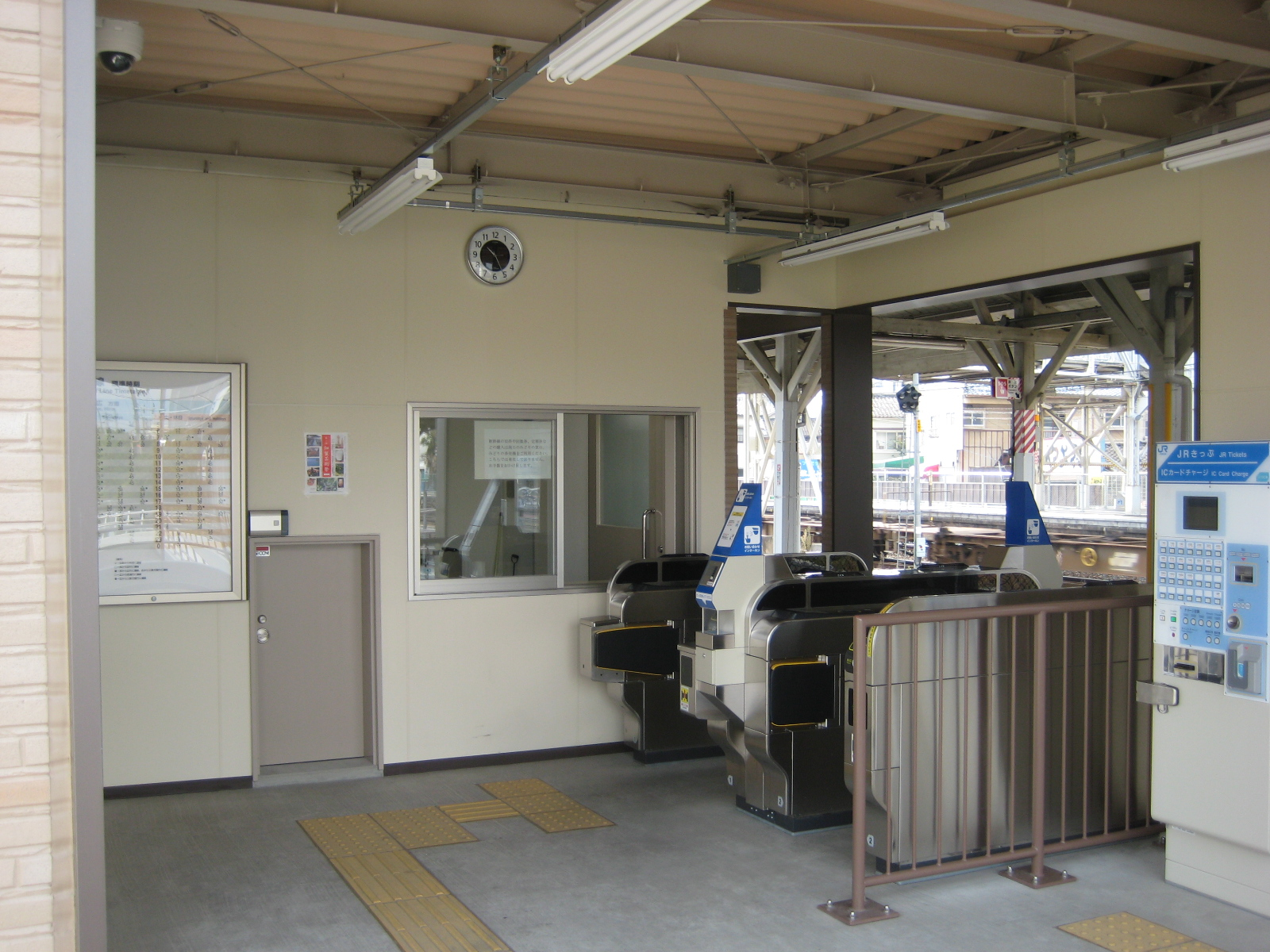
北口改札口（2011年10月）
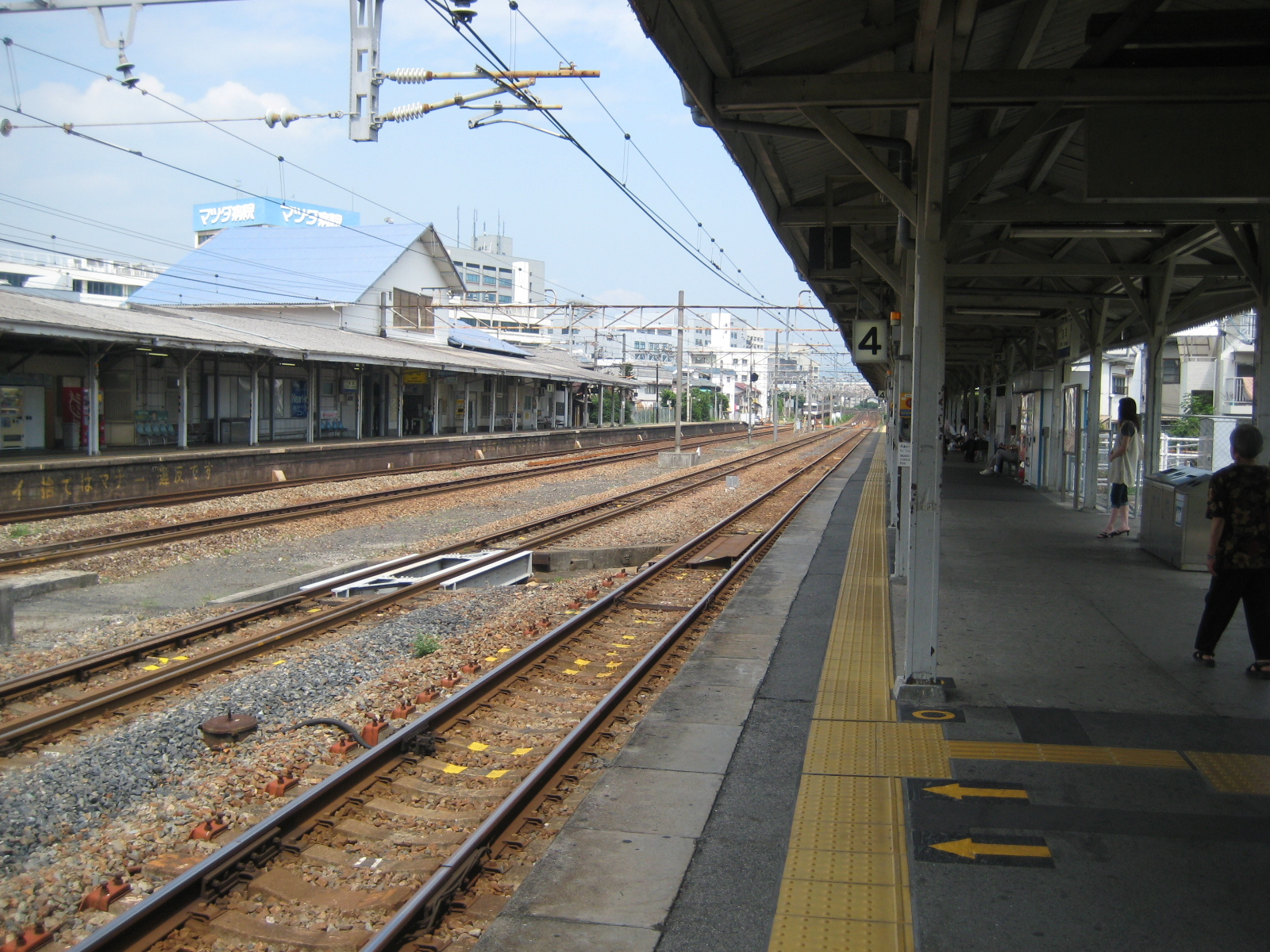
4番線から広島方面を望む（2009年8月）
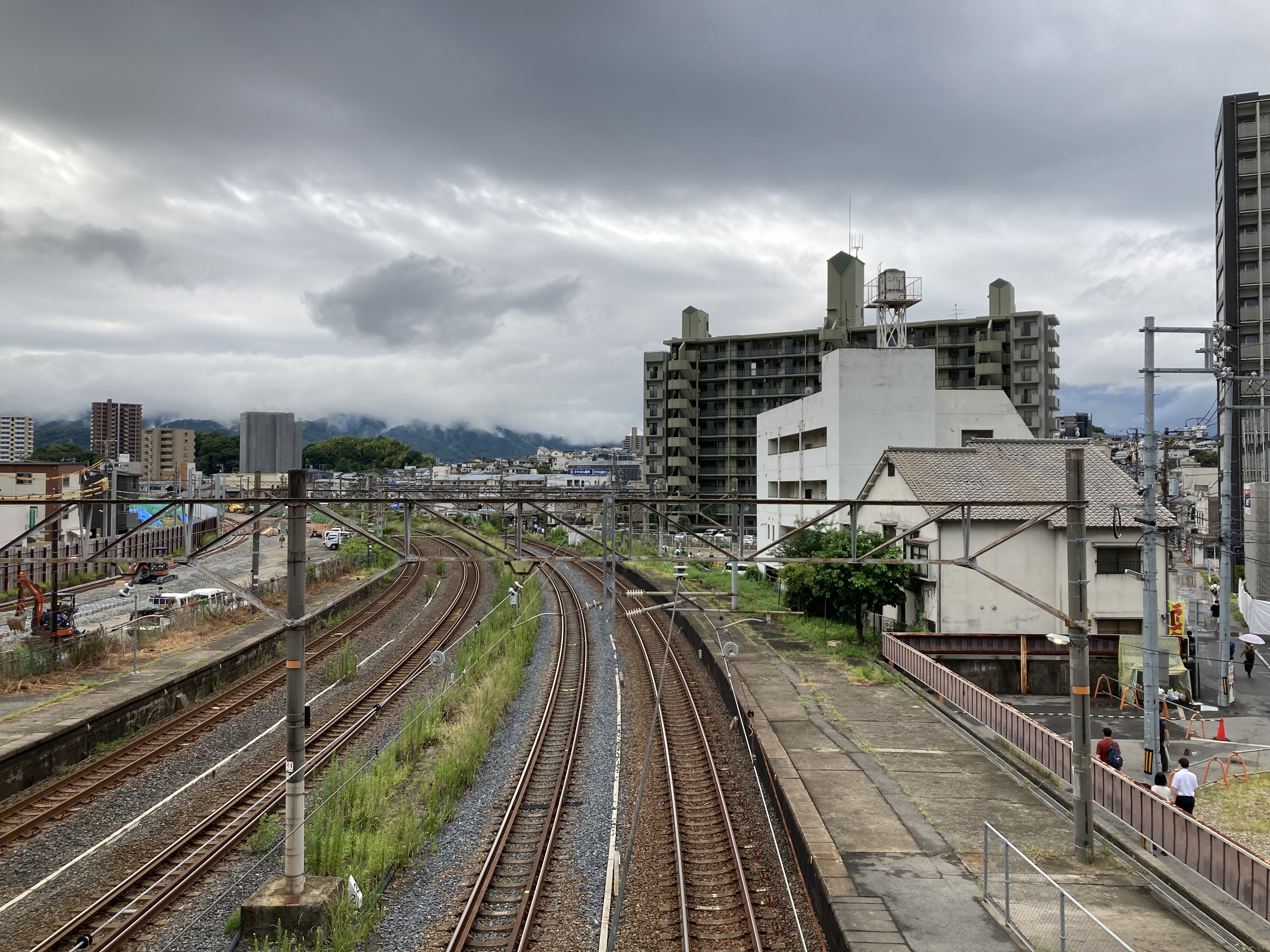
向洋駅跨線橋上から東側の風景（2022年9月）
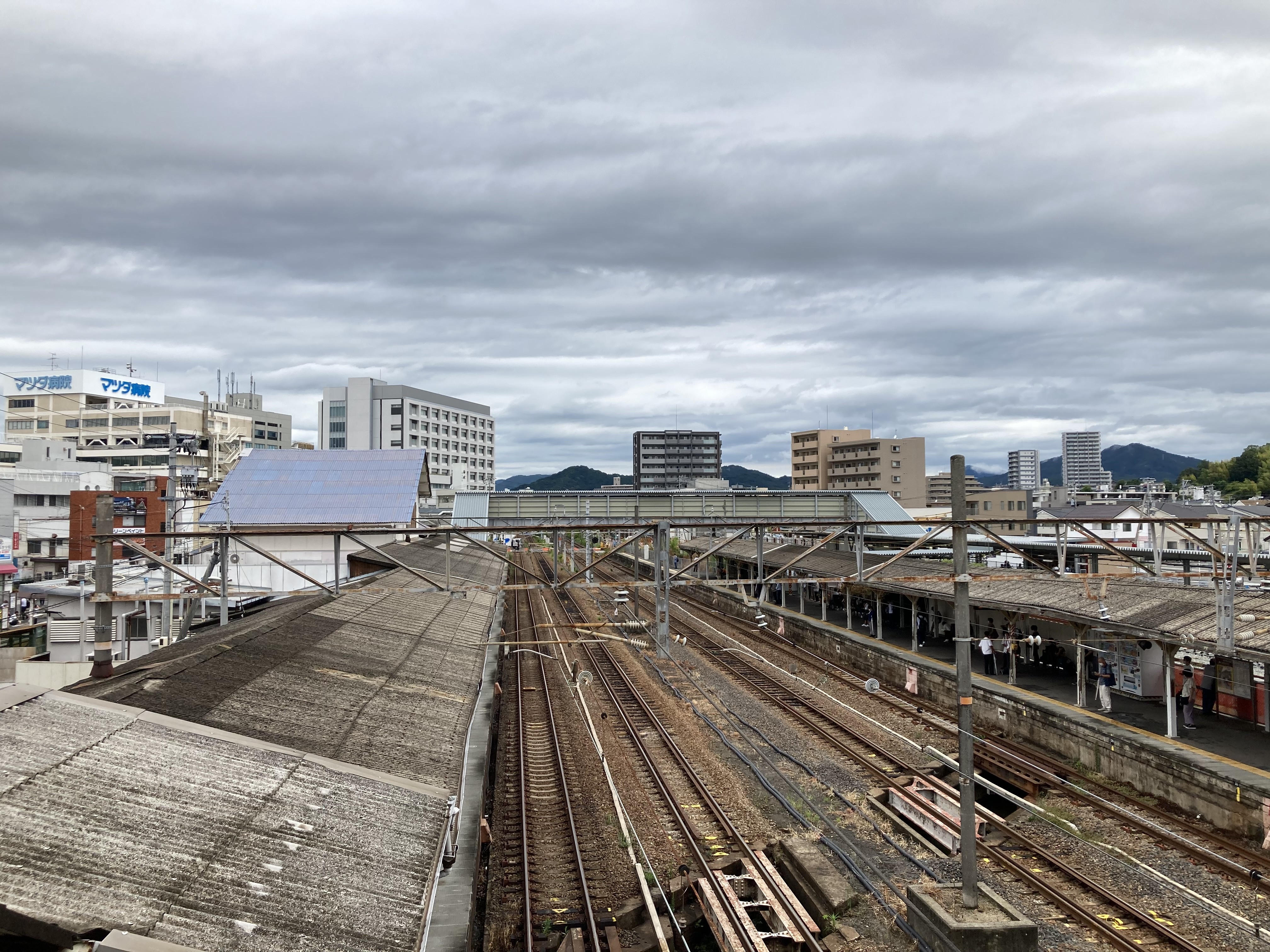
向洋駅跨線橋上から西側の風景（2022年9月）
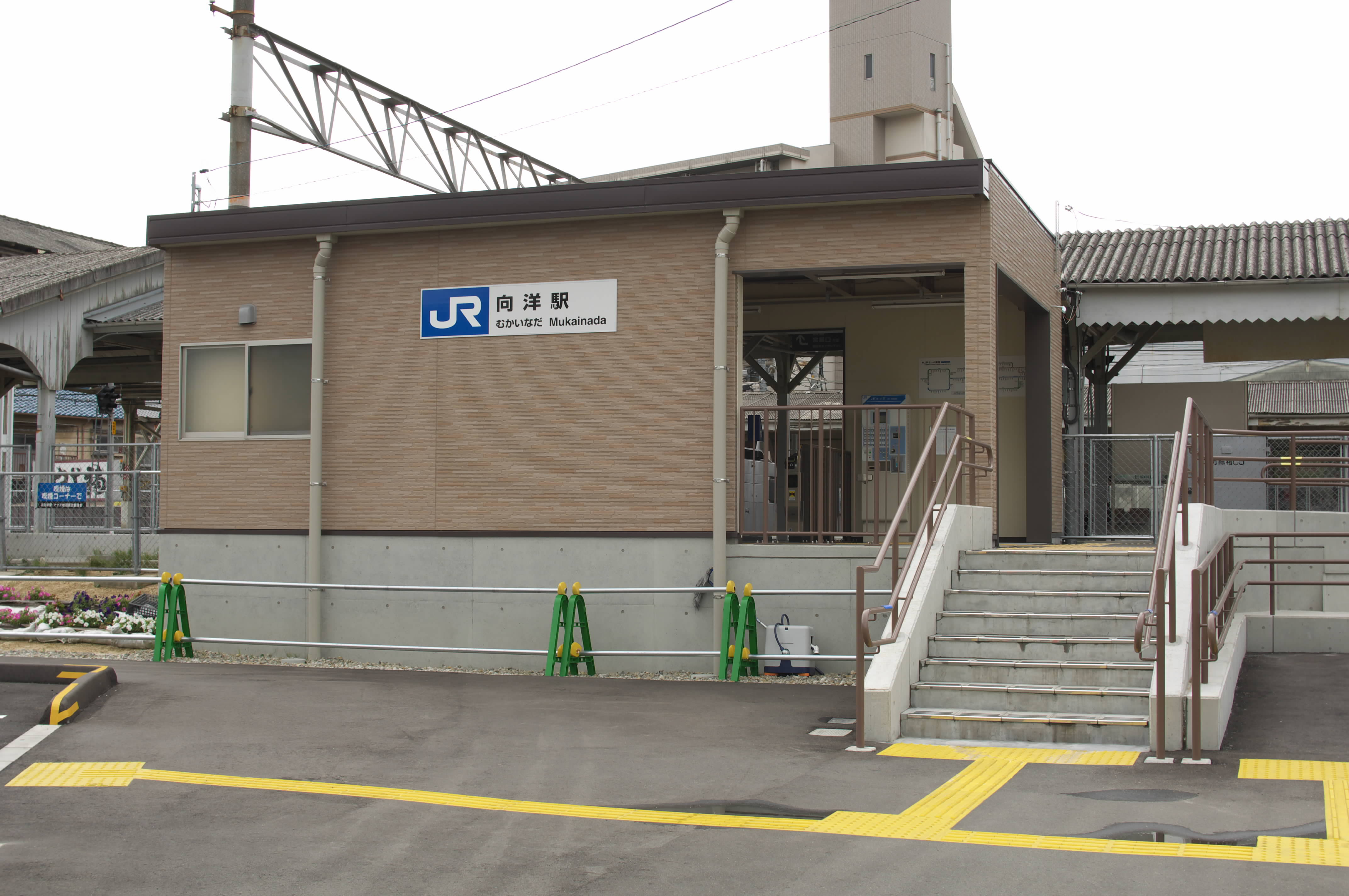
北口（2011年8月）

### 店舗等
- 駅構内にはセブンイレブンハートインがある。
- 駅うどん店が2000年に開業したが、2023年3月末で閉店した。

## ダイヤ
データイムは1時間あたり山陽線4本、呉線1本の計5本、広島方面は1時間あたり5本の運行となっている。朝夕のラッシュ時間帯は運行本数が増加する。なお、呉線の「安芸路ライナー」、山陽線・呉線の「通勤ライナー」、山陽線の「シティライナー」は当駅に停車しない。

## 利用状況
- 以下の情報は、「広島県統計年鑑」、「広島市統計書」及び「広島市勢要覧」に基づいたデータである。

| 年度               | 1日平均 乗車人員 | 年度毎 乗客数 | 年度毎 降車数 | 年度毎 発送貨物(t) | 年度毎 到着貨物(t) |
| ------------------ | ---------------- | ------------- | ------------- | ------------------ | ------------------ |
| 1952年（昭和27年） | 4,362.2          | 1,592,185     | -             | -                  | -                  |
| 1953年（昭和28年） | 4,370.2          | 1,595,138     | -             | -                  | -                  |
| 1954年（昭和29年） | 4,352.8          | 1,588,790     | -             | -                  | -                  |
| 1955年（昭和30年） | 4,225.9          | 1,546,675     | -             | -                  | -                  |
| 1956年（昭和31年） | 4,395.5          | 1,604,370     | -             | -                  | -                  |
| 1957年（昭和32年） | 4,749.0          | 1,733,388     | -             | 2,096              | 1,012              |
| 1958年（昭和33年） | 4,523.6          | 1,651,117     | 1,710,228     | 1,543              | 810                |
| 1959年（昭和34年） | 5,141.2          | 1,881,675     | 1,961,871     | 1,549              | 880                |
| 1960年（昭和35年） | 6,858.9          | 2,503,490     | 2,597,535     | 1,242              | 905                |
| 1961年（昭和36年） | 7,496.9          | 2,736,352     | 2,771,757     | 593                | 626                |
| 1962年（昭和37年） | 7,730.1          | 2,821,502     | 2,847,458     | 34                 | 21                 |

以上の1日平均乗車人員は、年度毎乗客数を365（閏年が関係する1955・1959年は366）で割った値を、小数点第二位で四捨五入。小数点一位の値にした物である。
| 年度               | 1日平均 乗車人員 | 年度毎 総数 | 定期券 総数 | 普通券 総数 |
| ------------------ | ---------------- | ----------- | ----------- | ----------- |
| 1963年（昭和38年） | 8,112.7          | 5,938,502   | 5,599,662   | 338,840     |
| 1964年（昭和39年） | 8,121.0          | 5,928,329   | 5,572,104   | 356,225     |
| 1965年（昭和40年） | 7,422.2          | 5,418,184   | 5,061,620   | 356,564     |
| 1966年（昭和41年） | 7,249.8          | 5,292,377   | 4,911,820   | 380,557     |
| 1967年（昭和42年） | 6,657.0          | 4,872,952   | 4,495,704   | 377,248     |
| 1968年（昭和43年） | 5,880.8          | 4,293,020   | 3,888,320   | 404,700     |
| 1969年（昭和44年） | 5,242.3          | 3,826,907   | 3,448,160   | 378,747     |
| 1970年（昭和45年） | 5,144.8          | 3,755,695   | 3,318,892   | 436,803     |
| 1971年（昭和46年） | 6,024.4          | 4,409,861   | 3,783,492   | 626,369     |
| 1972年（昭和47年） | 7,303.7          | 5,331,696   | 4,586,292   | 745,404     |
| 1973年（昭和48年） | 8,555.8          | 6,245,745   | 5,132,756   | 1,112,989   |
| 1974年（昭和49年） | 8,906.6          | 6,501,797   | 5,382,804   | 1,118,993   |
| 1975年（昭和50年） | 7,976.5          | 5,838,803   | 4,625,062   | 1,213,741   |
| 1976年（昭和51年） | 8,308.6          | 6,065,244   | 4,843,170   | 1,222,074   |
| 1977年（昭和52年） | 8,002.8          | 5,842,038   | 4,702,318   | 1,139,720   |
| 1978年（昭和53年） | 7,196.5          | 5,253,467   | 4,231,964   | 1,021,503   |

以上の1日平均乗車人員は、乗車数と降車数が同じであると仮定し、年度毎総数を365（閏年が関係する1963・1967・1971・1975年は366）で割った後で、さらに2で割った値を、小数点第二位で四捨五入。小数点一位の値にした物である。
| 年度                | 1日平均 乗車人員 |
| ------------------- | ---------------- |
| 1979年（昭和54年）  | 6,928            |
| 1980年（昭和55年）  | 7,495            |
| 1981年（昭和56年）  | 8,027            |
| 1982年（昭和57年）  | 7,747            |
| 1983年（昭和58年）  | 7,873            |
| 1984年（昭和59年）  | 8,540            |
| 1985年（昭和60年）  | 9,036            |
| 1986年（昭和61年）  | 9,573            |
| 1987年（昭和62年）  | 9,790            |
| 1988年（昭和63年）  | 10,472           |
| 1989年（平成 元年） | 11,131           |
| 1990年（平成02年）  | 12,224           |
| 1991年（平成03年）  | 13,039           |
| 1992年（平成04年）  | 13,676           |
| 1993年（平成05年）  | 13,802           |
| 1994年（平成06年）  | 13,276           |
| 1995年（平成07年）  | 13,073           |
| 1996年（平成08年）  | 13,103           |
| 1997年（平成09年）  | 13,184           |
| 1998年（平成10年）  | 13,388           |
| 1999年（平成11年）  | 13,112           |
| 2000年（平成12年）  | 12,807           |
| 2001年（平成13年）  | 11,976           |
| 2002年（平成14年）  | 11,915           |
| 2003年（平成15年）  | 12,335           |
| 2004年（平成16年）  | 10,121           |
| 2005年（平成17年）  | 9,504            |
| 2006年（平成18年）  | 9,787            |
| 2007年（平成19年）  | 10,001           |
| 2008年（平成20年）  | 9,774            |
| 2009年（平成21年）  | 9,129            |
| 2010年（平成22年）  | 9,141            |
| 2011年（平成23年）  | 9,476            |
| 2012年（平成24年）  | 9,640            |
| 2013年（平成25年）  | 9,877            |
| 2014年（平成26年）  | 10,116           |
| 2015年（平成27年）  | 10,728           |
| 2016年（平成28年）  | 11,293           |
| 2017年（平成29年）  | 11,728           |
| 2018年（平成30年）  | 11,800           |
| 2019年（令和 元年） | 11,976           |
| 2020年（令和02年）  | 9,516            |
| 2021年（令和03年）  | 8,413            |
| 2022年（令和04年）  | 8,585            |
| 2023年（令和05年）  | 9,415            |

乗車数グラフ

## 駅周辺

### 南口
- マツダ本社（徒歩約5分）
  - マツダミュージアム
- マツダ病院
- 国道2号
- 仁保橋
- 広島県道164号広島海田線
- 広島県道187号浜田仁保線
- 広島県道198号向洋停車場線
- 広島東警察署向洋駅前交番
- 広島南警察署青崎交番
- 広島信用金庫向洋支店
- 広島銀行向洋支店
- もみじ銀行向洋支店
- 広島市立青崎小学校

### 北口
- 府中南公民館
- 府中南交流センター
- 府中南幼稚園
- 鹿籠神社
- 府中町立府中南小学校
- 鹿籠郵便局

### バス路線
向洋駅南口から西へ約200-300mの広島県道164号広島海田線沿いに「向洋駅前（マツダ本社前）」バス停があり、広島バス・芸陽バス・広電バス・つばきバスが発着している。
向洋駅前（マツダ本社前）バス停（新大州橋・広島駅方面）
- 21 宇品線（広島バス） - エディオンピースウイング広島方面
- 40 （芸陽バス・広電バス） - 広島バスセンター方面
- 高速バス 防長交通 広島線 - 徳山駅前方面 平日のみ1日1往復
- 府中町コミュニティバス つばきバス 南エリア右まわり

向洋駅前（マツダ本社前）バス停（向洋大原・海田市駅入口方面）
- 21 宇品線（広島バス） - 向洋大原・洋光台団地方面
- 40 （芸陽バス・広電バス） - 海田市駅入口方面

向洋駅前（マツダ本社前）バス停（桃山一丁目方面）
- 府中町コミュニティバス つばきバス 南エリア左まわり

## 隣の駅
西日本旅客鉄道（JR西日本）
 山陽本線・ 呉線（呉線は海田市駅まで山陽本線）
■快速「シティライナー」・■快速「通勤ライナー」・■快速「安芸路ライナー」
通過
■普通
海田市駅 (JR-G04/JR-Y04) - 向洋駅 (JR-G03/JR-Y03) - 天神川駅 (JR-G02/JR-Y02)